# CS-WOWOW
CS-WOWOW（シーエス・ワウワウ）
1. 1998年4月 - 1999年6月の間、WOWOWがディレクTVに番組供給を行っていたチャンネル「CS-WOWOWアリーナ」、「CS-WOWOWシネプレックス」。
2. 東経110度CS放送の委託放送事業者でWOWOWなどが出資していた「株式会社CS-WOWOW」。プラットフォームはプラット・ワン（2002年4月 - 2004年2月）、WOWOWデジタルプラス（2004年11月 - 2006年12月）。

また、本項目ではその後のWOWOWによるCS放送についても記述する。

## CS-WOWOWアリーナ・CS-WOWOWシネプレックス
- 1998年4月　ディレクTVで「CS-WOWOWアリーナ」、「CS-WOWOWシネプレックス」の放送を開始。
  - CS-WOWOWアリーナ　スポーツおよび音楽ライブ等を放送。当時WOWOWが放映権を持っていたセリエAやUEFAチャンピオンズリーグの中継が目玉であった。
  - CS-WOWOWシネプレックス　映画専門チャンネル。インディーズ作品が中心だった。

※当初は新作映画、旧作映画、スポーツ・音楽等の3チャンネル体制でBS放送同様ハリウッドメジャースタジオの作品も放送する計画であったが、旧JスカイB系の「スカイムービーズ」（現在はスター・チャンネルと統合）がソニー・ピクチャーズと20世紀フォックス、スター・チャンネルがワーナー・ブラザース、ユニバーサル映画、パラマウント映画、MGMのCS放送独占放映権をそれぞれ持っていたために放送できず、計画変更を余儀なくされた。
- 1999年6月　ディレクTV側から契約解消の申し出により、CS-WOWOWアリーナ、CS-WOWOWシネプレックスの放送終了。

## 株式会社CS-WOWOW
- 2000年7月　株式会社シーエス・プロジェクト設立
- 2000年12月18日　シーエス・プロジェクト、委託放送事業者の認定を受ける（6番組、48スロット）[1]。
- 2001年6月　株式会社シーエス・ワウワウに社名変更。
- 2002年4月1日　プラット・ワンにてWOWOW PPV 1 - 4、レジャーチャンネル1 - 5、BBTV、ベルメゾンTVの放送開始。
- 2003年3月31日　レジャーチャンネル1 - 5、BBTV、ベルメゾンTVの放送終了。
- 2003年6月1日　株式会社CS-WOWOWに更正登記。
- 2004年2月29日　WOWOW PPV 1 - 4の放送終了（翌3月1日、プラット・ワンがスカイパーフェクTV!2（現スカパー!）を運営するスカイパーフェクト・コミュニケーションズ（現スカパーJSAT）と合併したため）。
- 2004年12月1日　WOWOWデジタルプラスにてAct On TV、ブルームバーグテレビジョンの放送を開始。
- 2006年12月31日　WOWOWデジタルプラス終了に伴い、Act On TV、ブルームバーグテレビジョンの放送も終了[2]。
- 2007年3月　CS-WOWOW解散。

## その後のCS放送での展開
2006年にWOWOWデジタルプラスの事業終了、および法人格のCS-WOWOWの廃止に伴い、CS放送でのオリジナル番組の制作からは撤退したが、その前の2006年12月1日に、アナログ放送（BS-5ch）の番組再配信を、スカパー!（のちのスカパー!プレミアムサービス（標準画質）、Ch.330）により電気通信役務利用放送（衛星役務利用放送）として開始。
その後2010年6月1日に、スカパー!HD（現在のスカパー!プレミアムサービス、Ch.621、622、623）にてハイビジョンマルチ放送での放送を開始。Ch.622（デジタルWOWOW2）、Ch.623（デジタルWOWOW3）はマルチ編成時以外はCh.621（デジタルWOWOW）のサイマル放送であった。2011年7月24日のアナログ放送終了により、Ch.330での放送も廃止となった。2011年10月1日のチャンネル再編に伴い、Ch.621では「WOWOWプライム」、Ch.622では「WOWOWライブ」、Ch.623では「WOWOWシネマ」の編成を行っている。
2017年4月3日に、株式会社イマジカ・ロボット・ホールディングス（現在の株式会社IMAGICA GROUP）から、株式会社IMAGICAティーヴィーの株式を取得し子会社化、2017年10月1日に、社名を「株式会社WOWOWプラス」に変更、同時にがスカパー!プレミアムサービス（Ch.630）、スカパー!（BSデジタル放送、Ch.BS252）、ケーブルテレビ、ひかりTV等で配信されているチャンネルの名称を「イマジカBS・映画」から「シネフィルWOWOW」に変更。その後2020年12月1日にチャンネルの名称を「WOWOWプラス 映画・ドラマ・スポーツ・音楽」に変更した。